# Браун, Лайонел
Лайонел Браун (англ. Lionel Brown; род. 17 сентября 1987, Кингстон) — футболист, вратарь клуба «Эленитес» и сборной Американских Виргинских островов.

## Биография
Родился в 1987 году на Ямайке, но вырос в городе Мирамар (Флорида). С 2010 по 2012 год выступал за команду «Коннектикут Хаскис», представляющую Коннектикутский университет. Свой первый профессиональный контракт подписал после окончания университета в 2012 году с клубом «Форт-Лодердейл Страйкерс». В составе клуба провёл четыре года и за это время сыграл в 6 матчах североамериканской футбольной лиги, а также в одном матче открытого кубка США. В 2016 году подписал контракт с клубом «Майами», но за два года не провёл за команду ни одного матча. С 2018 года находится в расположении фарм-клуба «Майами-2».
В марте 2019 года Лайонел Браун был приглашён в сборную Американских Виргинских Островов, за которую дебютировал 22 марта, отыграв весь матч против сборной Ангильи (3:0) в рамках отборочного турнира Лиги наций КОНКАКАФ 2019/20. По итогам отборочного турнира Американские Виргинские Острова попали в группу С.